# Knutstorps borg
Knutstorps borg är en borg i Kågeröds socken i Svalövs kommun. Astronomen Tycho Brahe föddes där 1546. Hans byst beskådar uppfarten till den kvarvarande tegelbyggnaden. Knutstorp eldhärjades svårt under krigen 1678 samt 1956. Godset äger mark i Svalövs och Ängelholms kommuner och förvaltas av släkten Wachtmeister sedan 1771.

## Historia
Knutstorp var sätesgård redan i mitten av 1300-talet och sedan frälsegods. Vid medeltidens slut hade det kommit till den danska Braheätten och stannade inom den till 1663. Det tillhörde sedan medlemmar av släkterna Tott och Ankarstierna.
Knutstorps borg färdigställdes 1551 av Otto Brahe (Tychos far). Borgen är belägen vid Söderåsens sydsluttning 4 kilometer öster om Kågeröd. Den geografiska placeringen gav närhet till skogsprodukter, jakt, vatten och jordbruk som än idag präglar verksamheten. År 1342 finner vi den förste kände ägaren, Peder Nielsen Kyrning, som tillhörde släkten Thott. Under 1400-talets senare hälft kom familjen Krognos att äga Knutstorp och en dotter Magdalena Krognos gifte sig år 1502 med Tyge Brahe från Tosterup. Deras bröllop på Bollerup är vida omtalat med anledning av de noggranna anteckningar över vad man åt och drack samt vad de fick i bröllopsgåvor.
Tyge Brahe gifte om sig efter Magdalenas död med Sofie Rud och fick sonen Otto Brahe som tillsammans med hustrun Beate Bille lät bygga den fyrlängade borgen, som stod färdig 1551. En sjö anlades runt borgen som försvar, men denna dikades ut i början av 1800-talet för att ge plats åt betesmark.
På 1670-talet ägdes slottet av Knud Thott som var en skånskdansk adelsman som svurit trohet till svenskarna och satt i riksdagen i Sverige. Under skånska kriget blev Thotts svåger Jörgen Krabbe avrättad av svenskarna. Thott gick då över till danska sidan och blev amtman i Landskrona. Karl XI dömde honom och hans bröder till döden i deras frånvaro. Efter kriget blev de benådade och återfick sina gods.
På våren 1678 lät Karl XI befästa Knutstorp och förse det med ett par hundra mans besättning under kapten Xylander. Den 7 juni slog han tillbaka ett anfall av danskarna. Den 23 juni fick 116 man ge sig till fånga åt en annan dansk styrka på 400 man, varefter huvudbyggnaden brändes. Knud Thott fick omhänder tillbaka gården men förblev boende i Köpenhamn fram till sin död 1702.
År 1704 kom de första svenska ägarna, familjen Anckarstierna att restaurera Knutstorp genom att riva den norra längan och bygga en tredje flygel åt väster. Slottes restaurerades ytterligare 1728.
Borgen såldes 1771 till greve Fredrik Georg Hans Carl Wachtmeister och har tillhört hans släkt sedan dess.
Under 1830-talet anlitades arkitekten C.G. Brunius vars idéer präglar de karaktäristiska trappstegsgavlarna. Då byggdes även bron som leder från landsvägen till borgen och den gamla bron vetter fortfarande åt söder bakom borgen.
Den 17 januari 1956 drabbades borgen av en omfattande brand som förstörde stora delar av både interiör och exteriör. Under de kommande tre åren byggdes den södra huvudlängan upp samt en mindre flygel åt öster. Nu återstår enbart den mäktiga huvudbyggnaden. Från att ha varit en försvarsanläggning under många år fungerar borgen idag som en modern privatbostad med bibehållen historisk atmosfär.
Dagens verksamheter består av skogsbruk, jordbruk, motorbanan Ring Knutstorp, fastighetsförvaltning, jakt samt julgransodling.
År 1990 avgränsade SCB byggnaderna runt jordbruksfastigheten som en egen småort med småortskod S3489. Den benämndes Knutstorp och omfattade 53 invånare på en yta av 4 hektar.

## Tycho Brahe
Under tiden borgen byggdes föddes astronomen Tycho Brahe den 14 december 1546 som äldste son av tio barn. Den 11 november 1572 observerade Tycho Brahe hos sin morbror Steen Bille på Herrevadskloster, 15 kilometer norr om Knutstorp, en ny och mycket ljusstark stjärna i stjärnbilden Cassiopeia som lade grunden till boken De Stella Nova, som gjorde honom berömd över hela Europa. Den danske kungen Fredrik II förlänade honom ön Ven som kom att bli världens centrum för astronomisk forskning. Tycho Brahe räknas som en av de fem stora astronomerna tillsammans med Copernicus, Galilei, Kepler och Newton och såg som sin uppgift att få mänskligheten att förstå universum.

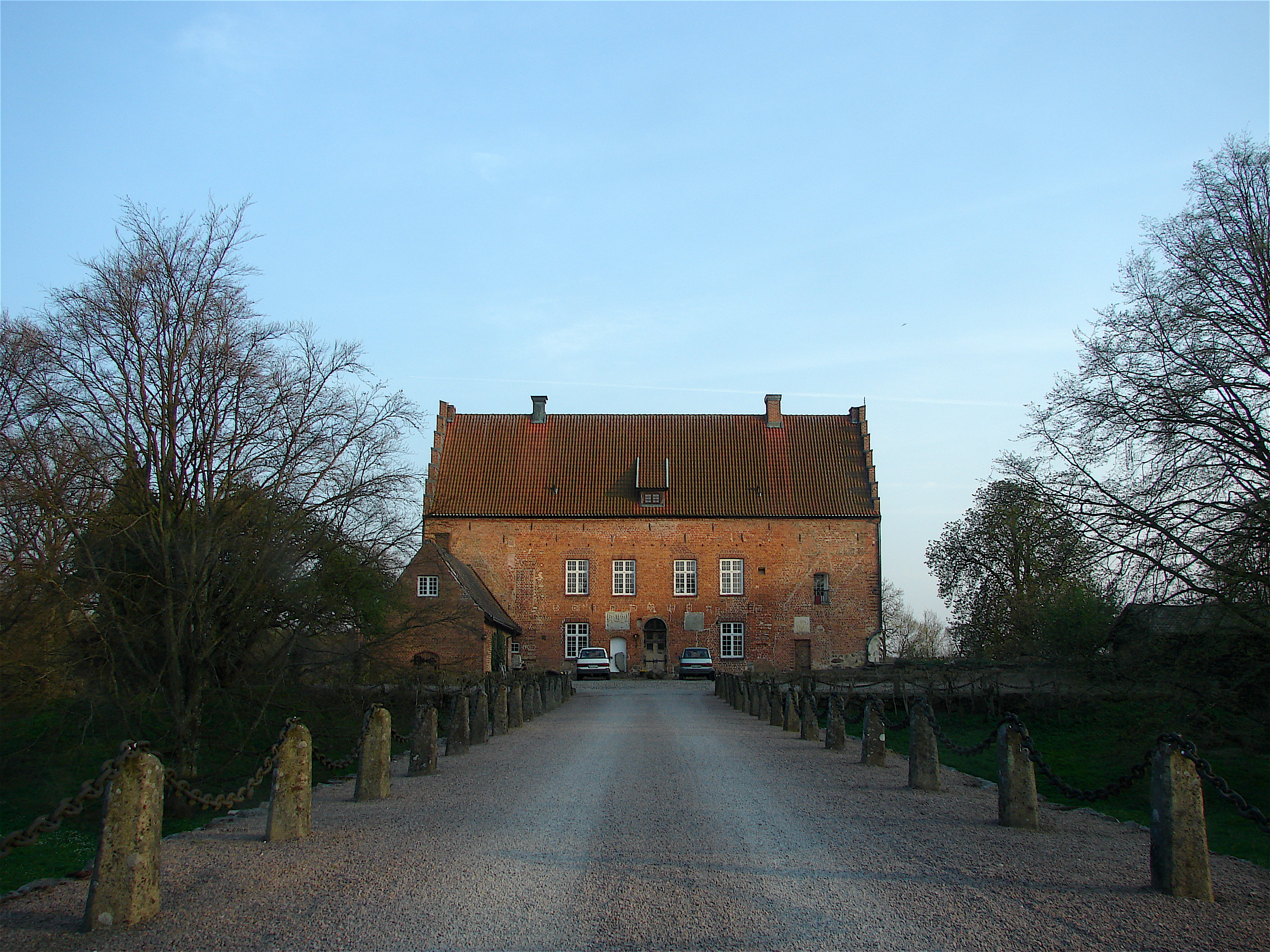
Knutstorp.

## Ägarlängd
1. Knut, 1200-talets senare hälft.
2. 1342 Peder Nielsen Kyrning Thott
3. Bonde Thott gift med Cecilie (Sidsel) Nielsdatter Jernskæg, af Dronningholm
4. Maren Bondesdatter Thott g m Knud Truidsen Hase
5. Gertrud Knudsdatter Hase g m Oluf Stigsen Krognos
6. 1505 Magdalene Krognos g m Tyge Brahe
7. 1523 Otto Brahe g m Beata Bille
8. 1571 Tycho Brahe g m Kristine Jörgensdatter och Steen Brahe g m 1. Birgitte Rosenkrantz 2. Kirsten Holck 3. Sophie Rostrup
9. 1594 Steen Brahe köper Tychos del
10. 1620 Erik Brahe
11. Ca 1630 Jörgen Brahe g m Anne Gyldenstierne
12. 1646 Steen Brahe g m Sophie Rosenkrantz
13. 1676 Sophie Brahe g m Knud Thott
14. 1677 indraget till Svenska Kronan därefter av Knud Thotts arvingar
15. 1704 Cornelius Anckarstierna g m 1. Elisabeth Kröger 2. Margareta Elisabeth Sparre
16. 1714 Margareta Elisabeth Sparre
17. 1724 Hans Anckarstierna g m Anna Maria Cronacker
18. 1738 Regina Catharina Cronhielm g m 1. Claes Anckarstierna 2. Otto Fredrik von Schwerin af Spantekow
19. 1771 Fredrik Georg Hans Carl Wachtmeister af Johannishus g m Hilla-Brita Trolle
20. 1792 Hilla-Brita Trolle
21. 1808 Arvid Alarik Wachtmeister af Johannishus
22. 1826 Carl Axel Wachtmeister af Johannishus
23. 1832 Claes Adam Wachtmeister af Johannishus g m Amelie Regina Wrangel af Sauss
24. 1873 Gustaf Fredrik Wachtmeister af Johannishus g m Augusta Amalia Skjöldebrand
25. 1911 Claes Arvid Tyko Wachtmeister af Johannishus g m Ebba Vendela Carolina Ericson
26. 1945 Claes Rutger Tyko Wachtmeister af Johannishus g m Anna Birgitta von Stockenström och Arvid Fredrik Wachtmeister af Johannishus g m Margit Birgitta Knutsdotter Brante
27. 1974 Carl Henrik Rutger Wachtmeister af Johannishus g m Hélène Ingrid Maria Wingårdh
28. 2018 Claes Adam Henrik Wachtmeister af Johannishus g m Ida Amanda Minna Thorin